# The Address Downtown Dubai
The Address Downtown Dubai (àrab: العنوان وسط المدينة دبي, al-ʿUnwān Wasaṭ al-Madīna Dubayy), antigament conegut com a The Address Downtown Burj Dubai, és un gratacel amb funcions d'habitatge i hotel, amb 63 pisos (302,2 m), a la zona Burj Dubai Development Area de Dubai, als Emirats Àrabs Units.

## Incendi de 2015
Al voltant de les 21:30 del 31 de desembre de 2015, un foc va començar al vintè pis de l'edifici. El fort vent causà que s'estengués ràpidament per tot l'edifici, que fou evacuat al voltant de les 21:45. El centre comercial Dubai Mall, situat a prop, també fou evacuat per precaució. Un representant de la seguretat civil de Dubai digué que quatre equips de bombers havien intentat controlar el foc. Catorze persones foren lleument ferides.